# Andrew Laszlo
Andrew Laszlo est un directeur de la photographie américain d'origine hongroise, né le 12 janvier 1926 à Pápa en Hongrie et mort le 7 octobre 2011.
Collaborateur régulier du réalisateur Walter Hill, notamment sur Les guerriers de la nuit, il travaille d'autre part sur le premier Rambo.

## Filmographie

### Cinéma
- 1964 : Le Procès de Julie Richards (One Potato, Two Potato) de Larry Peerce
- 1966 : Big Boy de Francis Ford Coppola
- 1968 : The Night They Raided Minsky's de William Friedkin
- 1969 : Popi d'Arthur Hiller
- 1970 : Escapade à New York (The Out of Towners) d'Arthur Hiller
- 1970 : Lune de miel aux orties (Lovers and Other Strangers) de Cy Howard
- 1970 : La Chouette et le Pussycat (The Owl and the Pussycat) d'Herbert Ross
- 1971 : Jennifer on My Mind de Noel Black
- 1972 : Trouver un homme (To Find a Man) de Buzz Kulik
- 1973 : Class of '44 de Paul Bogart
- 1976 : Countdown at Kusini (en) d'Ossie Davis
- 1977 : Thieves de John Berry
- 1978 : Mais qui a tué son mari? (Somebody Killed Her Husband) de Lamont Johnson
- 1979 : Les Guerriers de la nuit (The Warriors) de Walter Hill
- 1981 : Massacres dans le train fantôme (The Funhouse) de Tobe Hooper
- 1981 : Sans retour (Southern Comfort) de Walter Hill
- 1982 : J'aurai ta peau (I, the Jury) de Richard T. Heffron
- 1982 : Rambo (First Blood) de Ted Kotcheff
- 1984 : Les Rues de feu (Streets of Fire) de Walter Hill
- 1984 : Voleur de désirs (Thief of Hearts) de Douglas Day Stewart
- 1985 : Remo sans arme et dangereux (Remo Williams: The Adventure Begins) de Guy Hamilton
- 1986 : Poltergeist 2 (Poltergeist II: The Other Side) de Brian Gibson
- 1987 : L'aventure intérieure  (Innerspace) de Joe Dante
- 1989 : Star Trek 5 : L'Ultime Frontière (Star Trek V: The Final Frontier) de William Shatner
- 1990 : Papa est un fantôme (Ghost Dad) de Sidney Poitier
- 1992 : Newsies - The News Boys de Kenny Ortega

### Téléfilms
- 1966 : The Beatles at Shea Stadium
- 1969 : Teacher, Teacher de Fielder Cook
- 1970 : Black Water Gold d'Alan Landsburg
- 1973 : L'homme qui n'avait pas de patrie (The Man Without a Country) de Delbert Mann
- 1973 : Miracle sur la 34e rue (Miracle on 34th Street) de Fielder Cook
- 1978 : Hunters of the Reef d'Alexander Singer
- 1980 : Top of the Hill de Walter Grauman
- 1980 : Shogun de Jerry London
- 1981 : Thin Ice de Paul Aaron
- 1983 : Love Is Forever de Hall Bartlett
- 1985 : That's Dancing! (documentaire) de Jack Haley Jr.

### Séries télévisées
- 1962-1963 : Naked City (10 épisodes)
- 1964-1965 : The Nurses (4 épisodes)
- 1964-1965 : Coronet Blue (7 épisodes)
- 1978 : Un privé dans la nuit (The Dain Curse) (mini-série)
- 1980 : Shogun (mini-série)